# (215) Œnone
Pour les articles homonymes, voir Œnone.
(215) Œnone est un astéroïde de la ceinture principale découvert par Viktor Knorre le 7 avril 1880. Son nom fait référence à Œnone, une nymphe de la mythologie grecque.